# Kamienica przy ulicy Nowowiejskiej 9 w Krakowie
Kamienica przy ulicy Nowowiejskiej 9 – zabytkowa kamienica znajdująca się w Krakowie, w dzielnicy V Krowodrza przy ulicy Nowowiejskiej, na Nowej Wsi.
Kamienica została wzniesiona w 1911 roku według projektu architekta Tomasza Bujasa.
Budynek znajduje się w gminnej ewidencji zabytków.